# Fritz Thaulow
Fritz Thaulow (ur. 20 października 1847 w Christianii (obecnie Oslo), zm. 5 listopada 1906 w Volendam) – norweski malarz, przedstawiciel impresjonizmu. Malował głównie pejzaże zimowe o subtelnej gamie kolorystycznej. Od 1891 roku na stałe przebywał za granicą.

## Galeria

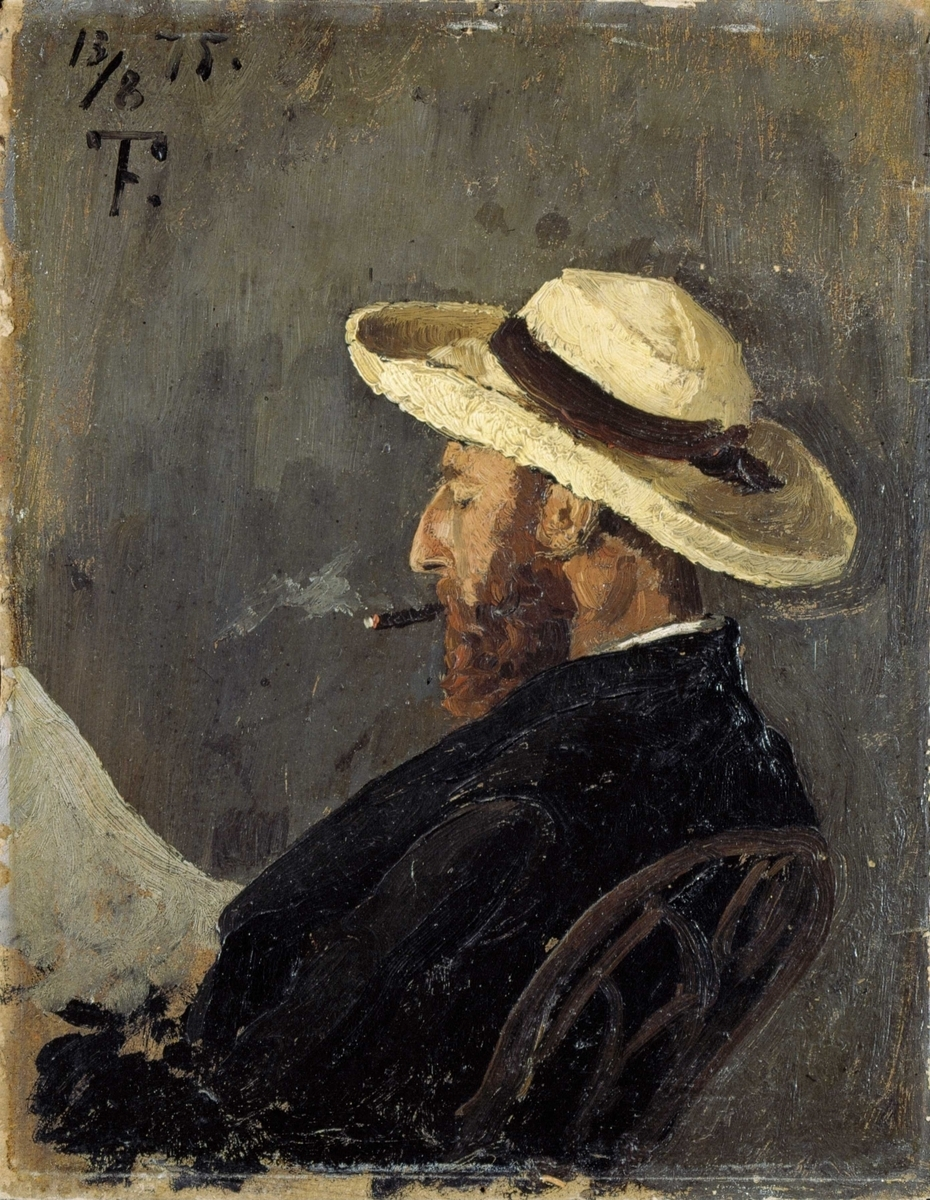
Portret Frederika Colletta 1875
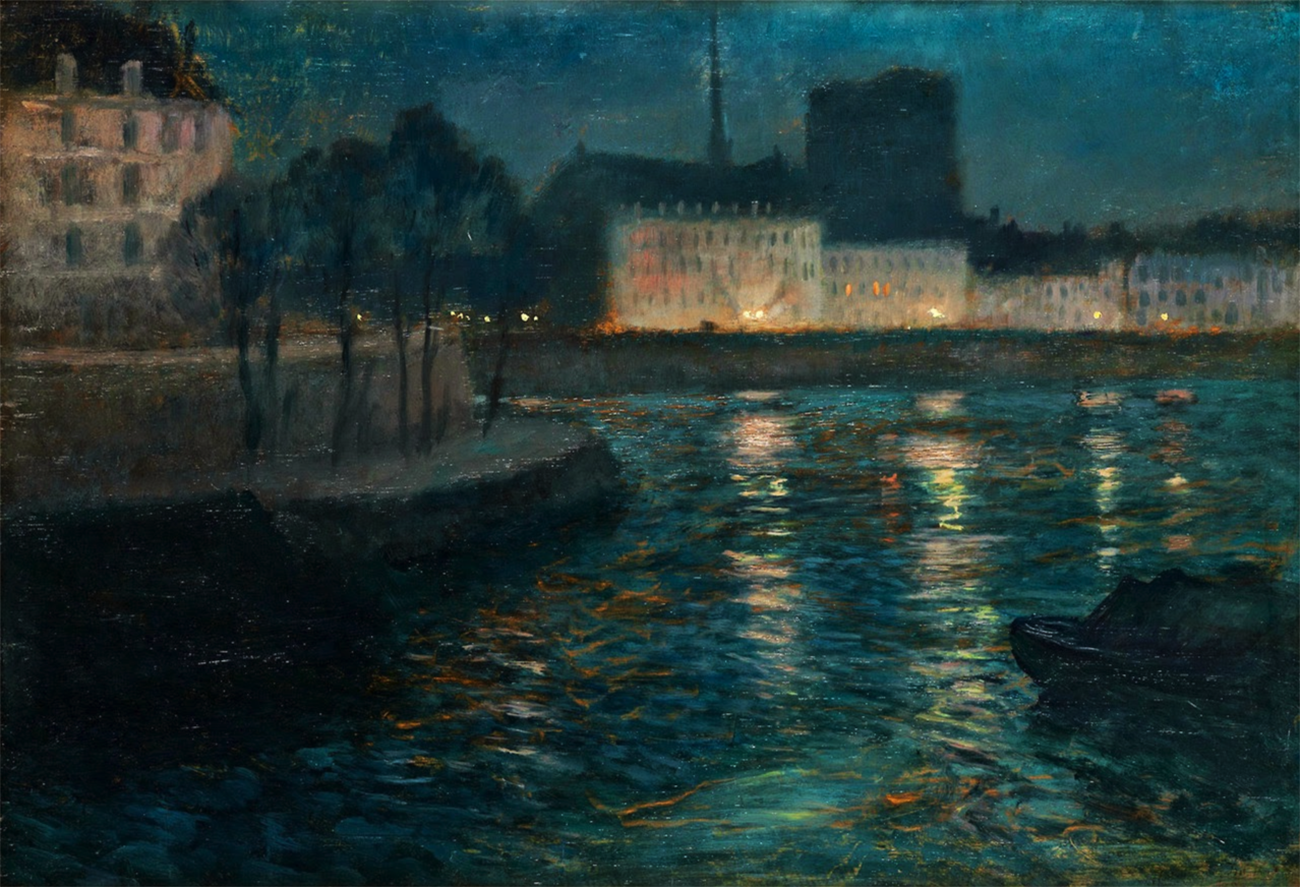
Ambiance Du Soir 1893
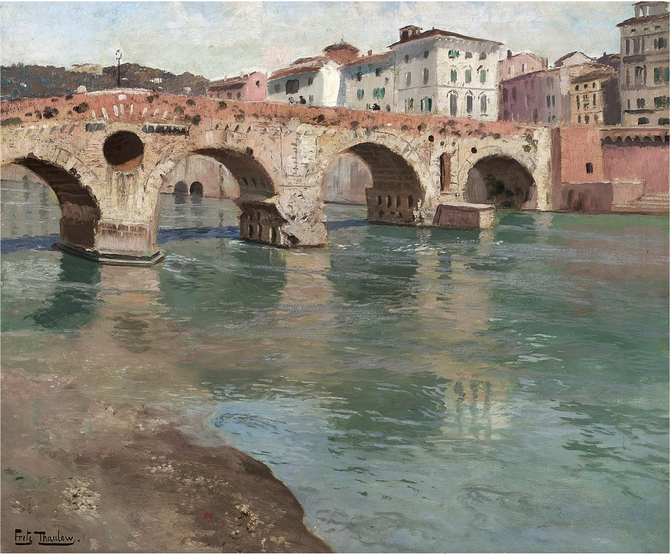
Ponte Pietra, Werona 1894
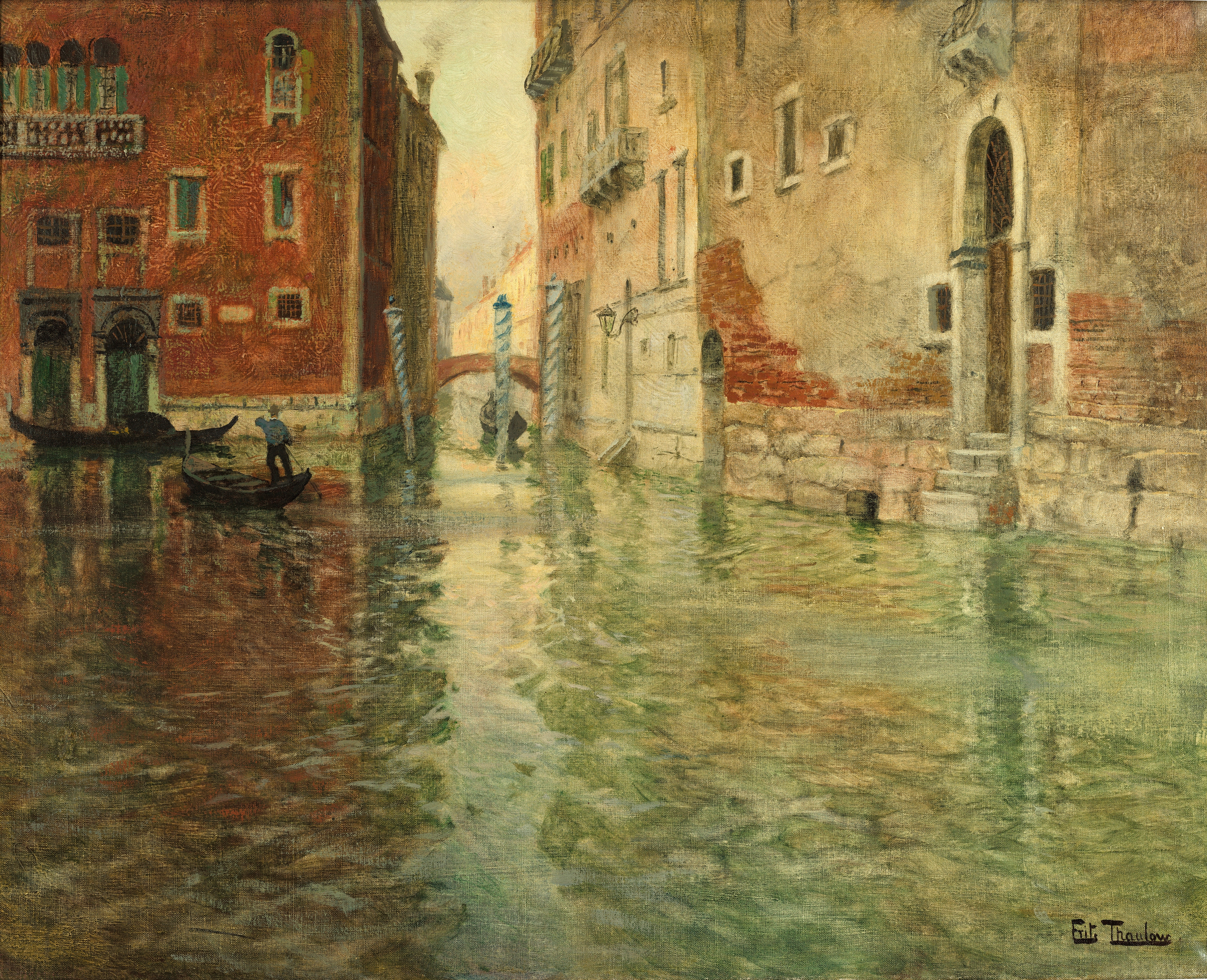
Miejsce w Wenecji 1894
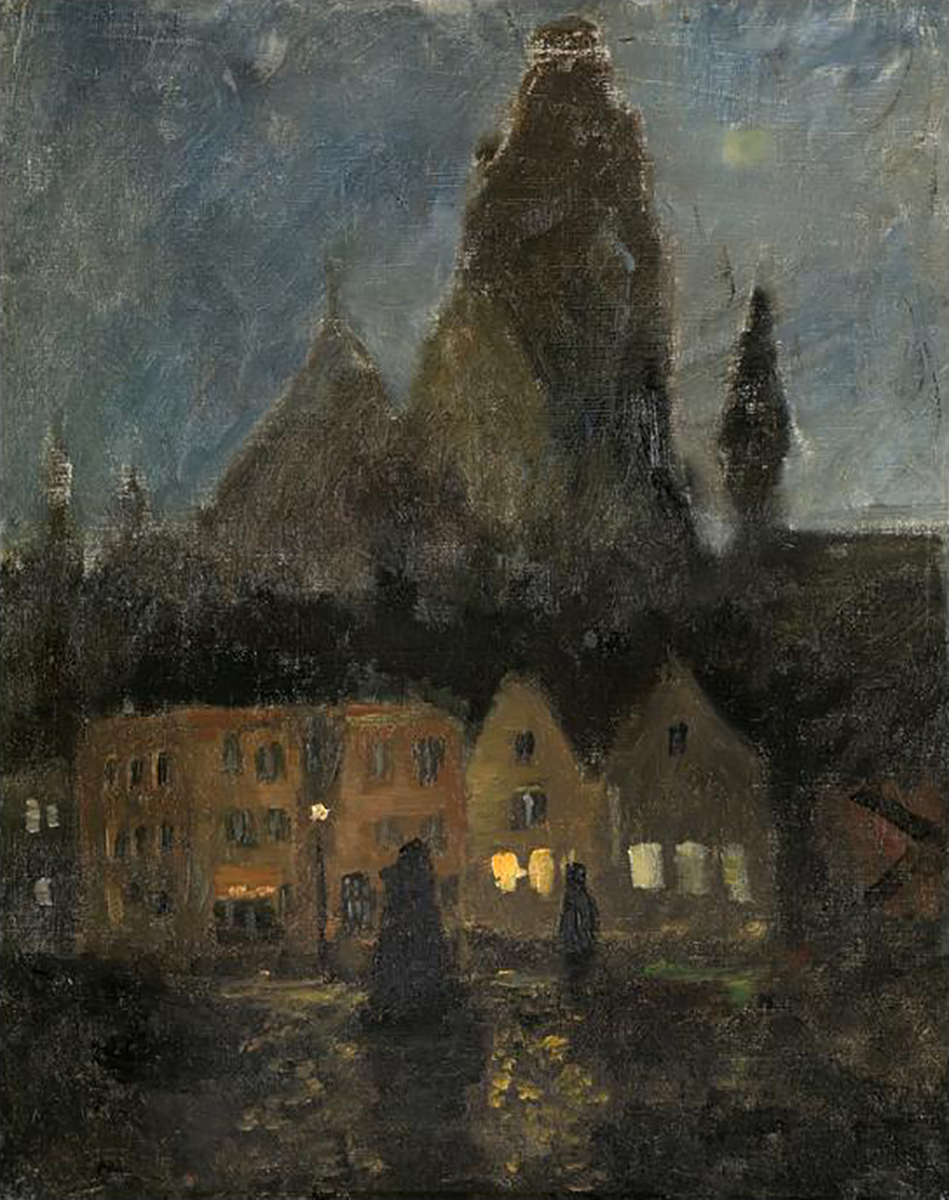
Kveldstemning, Dieppe 1894–1898
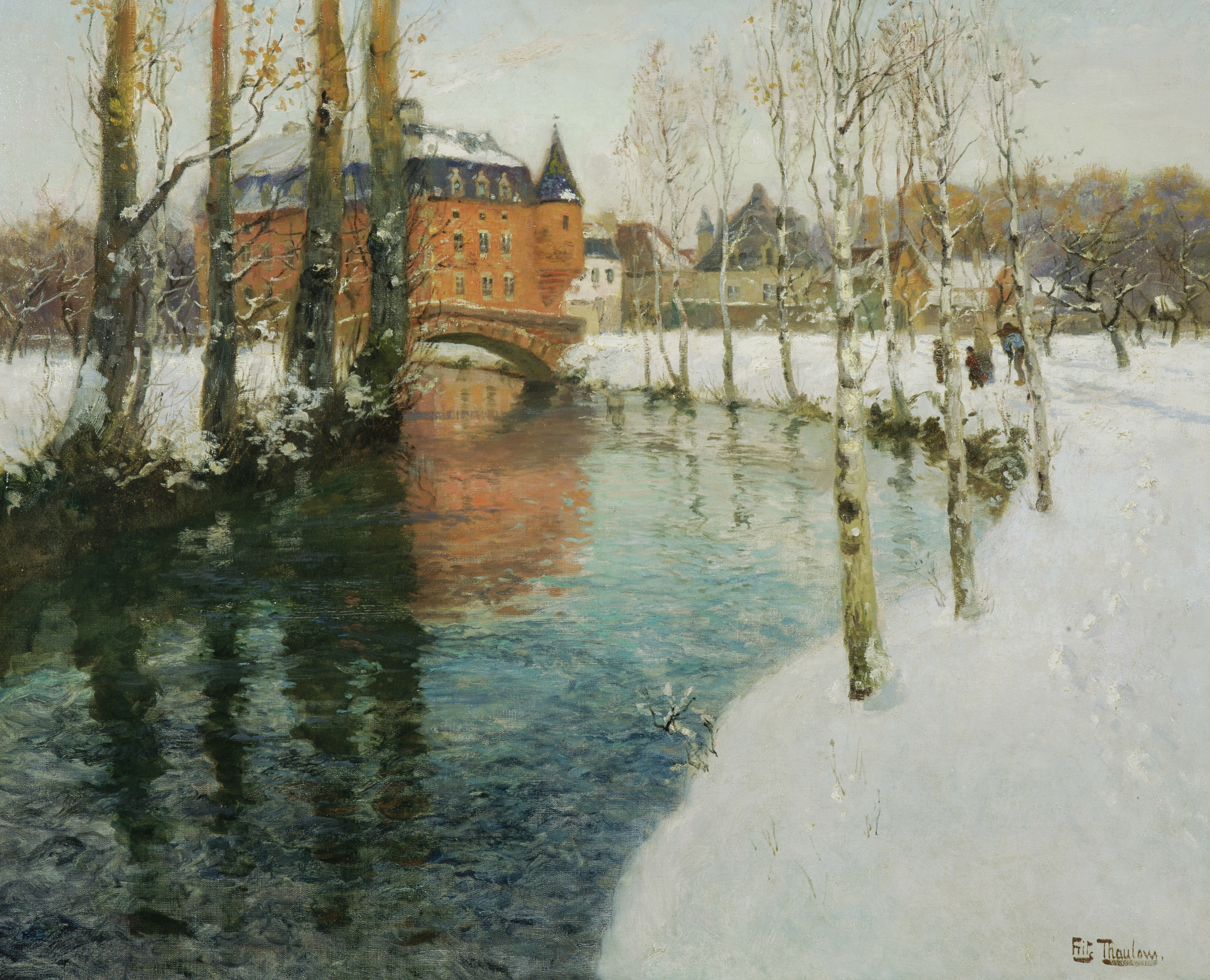
Château w Normandii 1895
Boulevard de la Madeleine à Paris 1896–1897
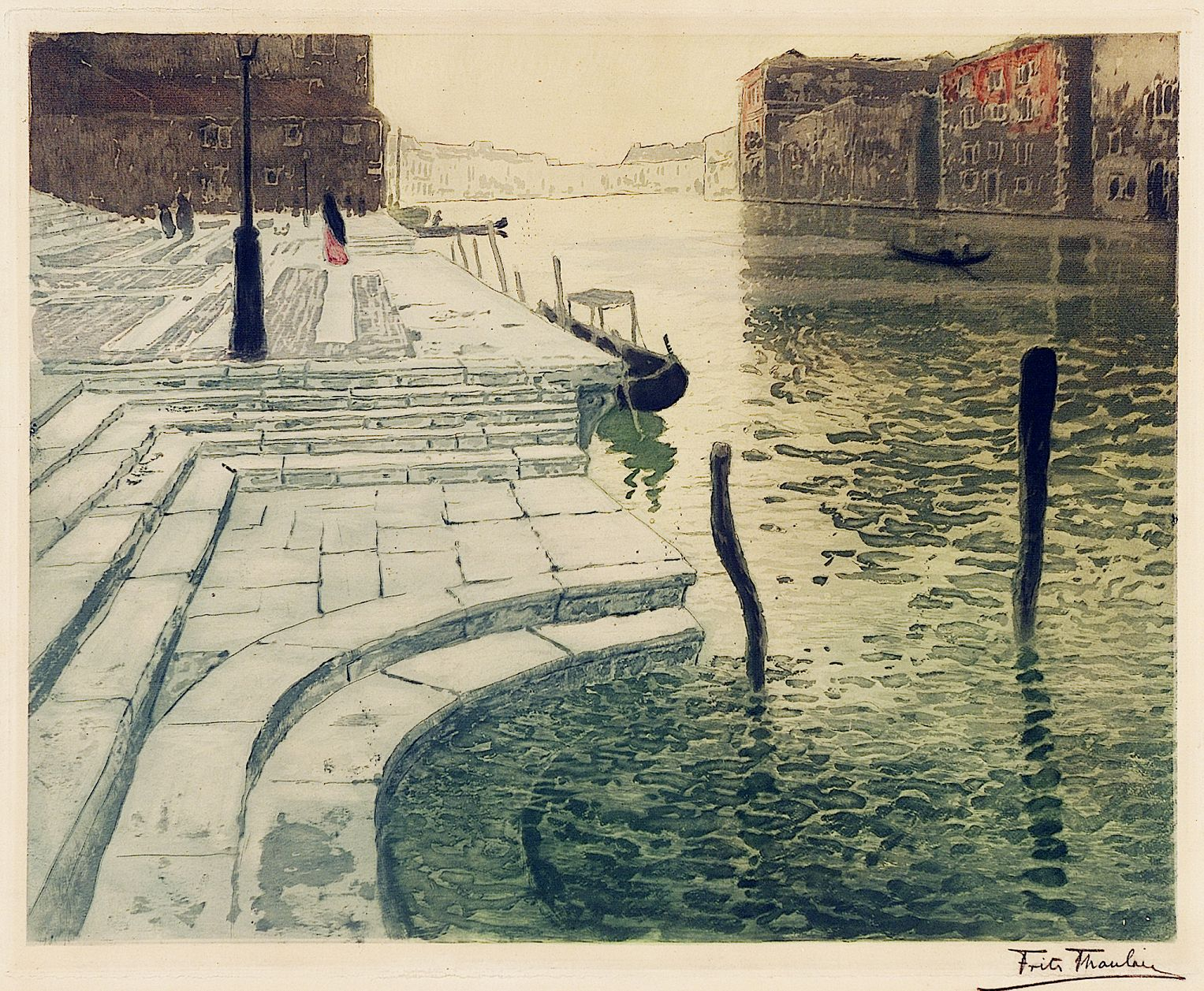
Marmortrappen 1903
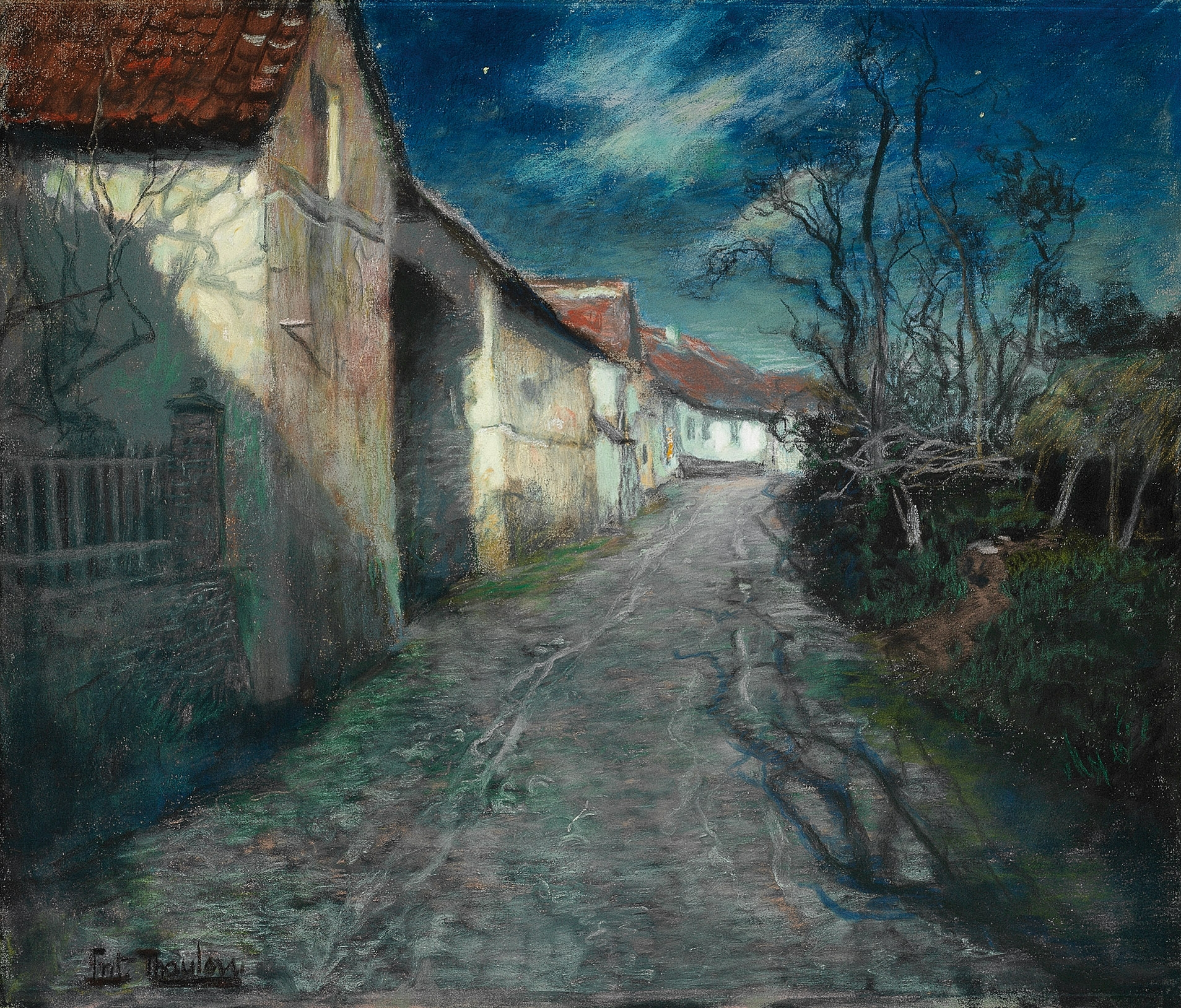
Światło księżyca w Beaulieu 1904
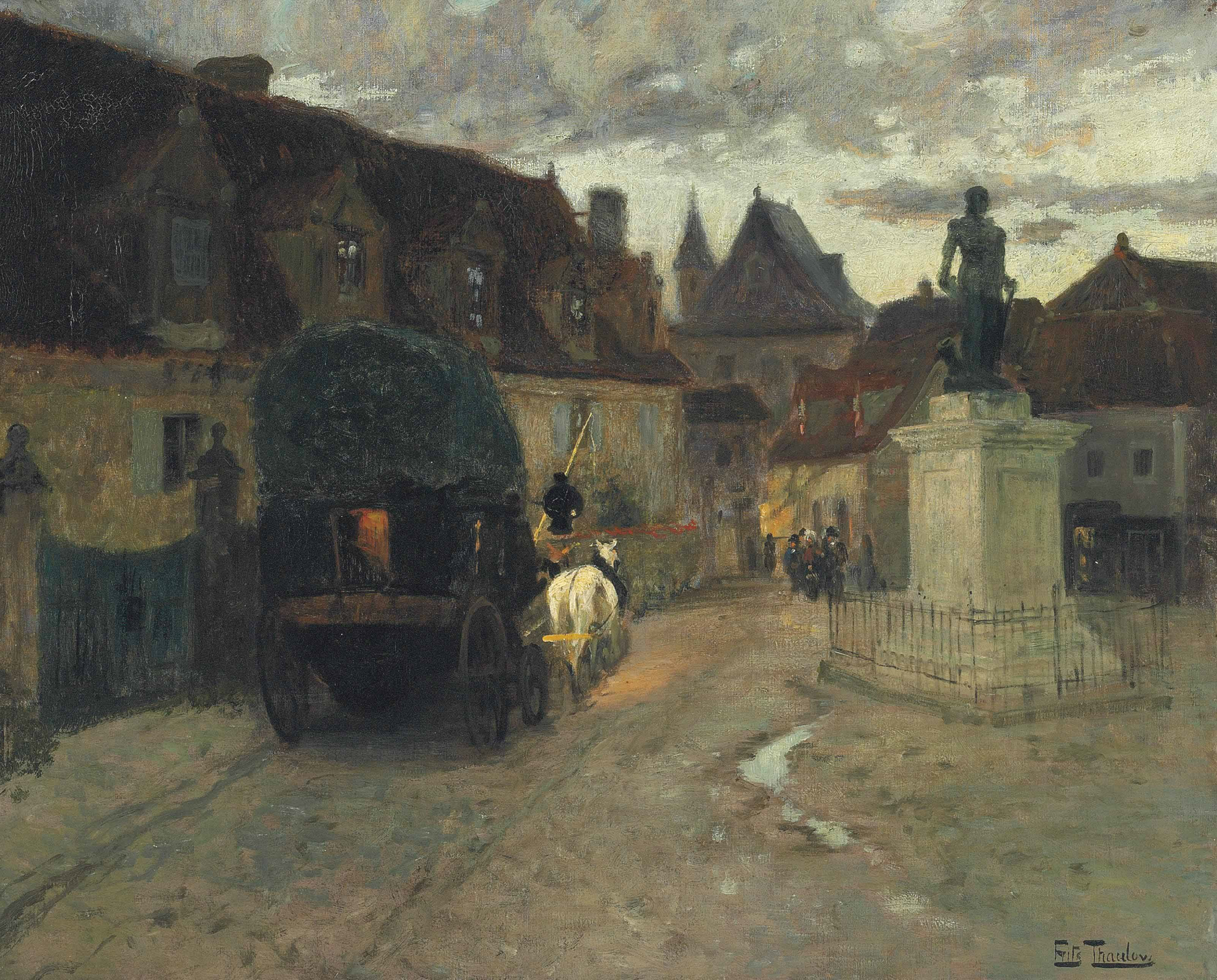
Place Marbot 1904
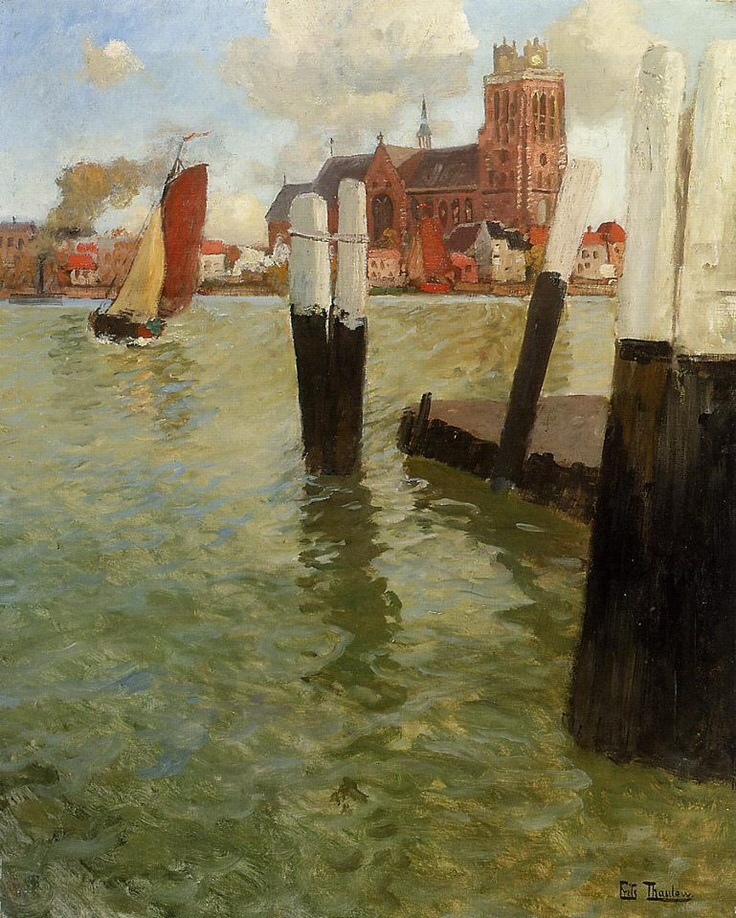
Dordrecht 1905
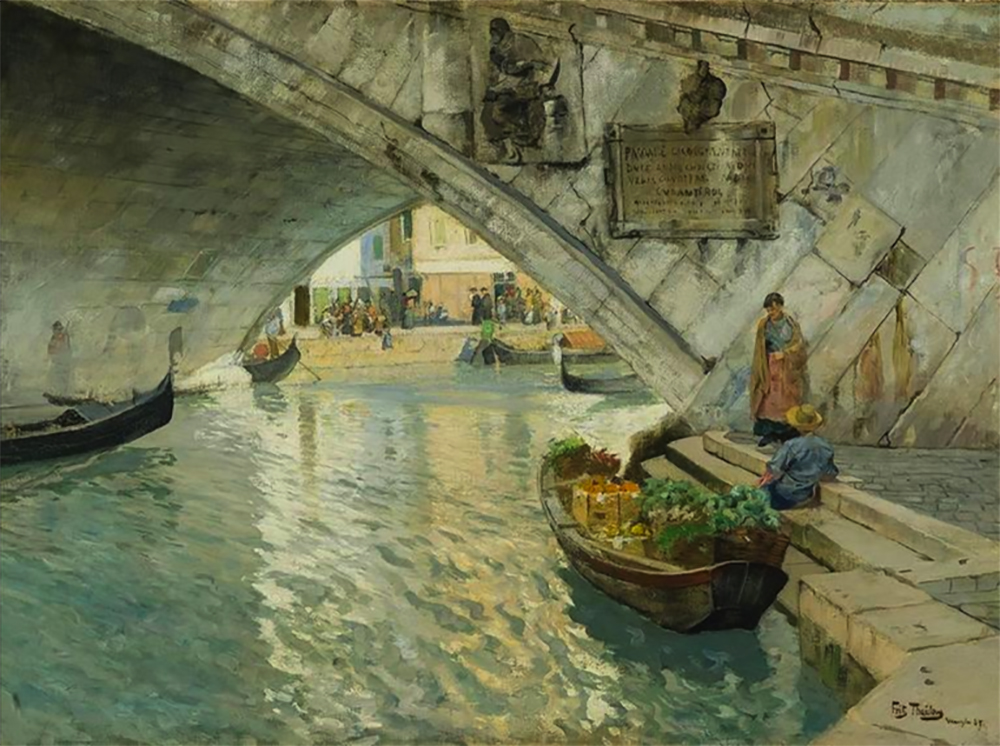
Pod mostem Rialto w Wenecji
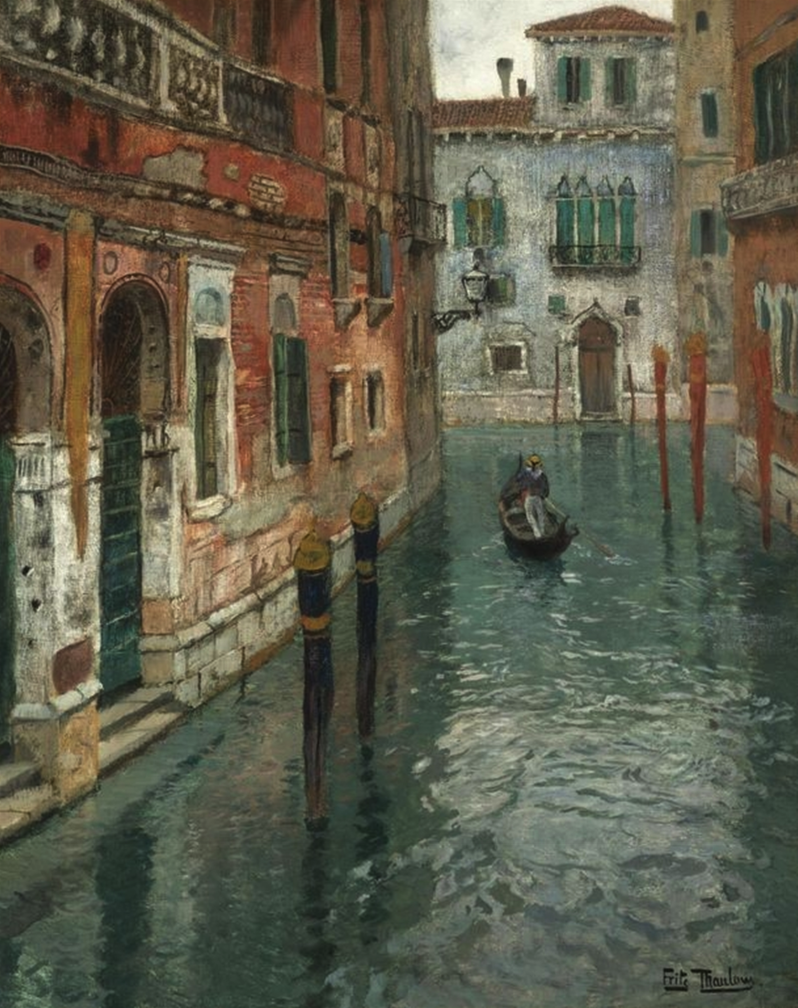
Widok Wenecji